# Nobuaki Anzai
Nobuaki Anzai (安斎 伸彰?, Anzai Nobuaki; Saitama, 19 agosto 1985) è un giocatore di go giapponese.

## Biografia
Allievo di So Kofuku divenne professionista presso la Nihon Ki-in nel 2003, nel 2021 è stato promosso al grado di 8º Dan. In carriera si è aggiudicato due volte la Okage Cup e negli ultimi anni si è piazzato bene in tutti i principali tornei, ad esempio nell'Honinbo 2019 e nel Meijin 2021 è riuscito ad arrivare fino alla Lega degli sfidanti. Ha fatto parte anche della squadra giapponese che ha partecipato alla XV Nongshim Cup.

## Titoli
| Nazionali | Nazionali      | Nazionali      |
| Torneo    | Vittorie       | Finalista      |
| --------- | -------------- | -------------- |
| Okage Cup | 2 (2011, 2012) | 2 (2013, 2016) |
| Totale    | 2              | 2              |

| Controllo di autorità | VIAF (EN) 2145663078305072106 |